# Ontology Alignment
Ontology Alignment, auch Ontology Matching oder Ontology Mapping, bezeichnet in der Informatik das Finden von Korrespondenzen zwischen Konzepten in Ontologien. Somit ist das Ontology Alignment der Informationsintegration sehr ähnlich. Im Kontext des semantischen Webs kann das Ontology Matching dabei helfen, den globalen Wissensgraphen besser zu vernetzen und die Interoperabilität von Webservices zu verbessern.

## Hintergrund
In der Informatik sind Ontologien formale, maschinenlesbare Beschreibungen von Konzepten und deren Beziehungen zueinander – sie normen das zur Wissensrepräsentation verwendbare Vokabular. Im Kontext des Semantic Web kann Wissen durch die Verwendung von Ontologien maschinenlesbar repräsentiert werden. Beispielsweise könnte eine Apotheke die Öffnungszeiten auf ihrer Website unter Verwendung einer Ontologie darstellen. Ein Service, wie zum Beispiel eine Suchmaschine, ist dadurch in der Lage, die Öffnungszeiten zu „interpretieren“ und für Menschen bedeutungsvoll zu nutzen und darzustellen. Ontology Alignment ist dann notwendig, wenn zwei verschiedene Ontologien, also zwei verschiedene Vokabulare, verwendet werden, um denselben Sachverhalt auszudrücken. Beispielsweise könnte eine zweite Apotheke ihre Öffnungszeiten unter Verwendung einer anderen Ontologie bekannt geben. Ein Webservice benötigt in diesem Fall die Information, dass beide Male der gleiche Sachverhalt dargestellt wird. Ziel des Ontology Alignment ist es, die Beziehungen zwischen den Konzepten in voneinander verschiedenen Ontologien zu ermitteln.

## Formale Definition
Ein Alignment {\displaystyle A} beschreibt eine Menge an Korrespondenzen zwischen zwei Ontologien. In der einfachsten Form ist eine Korrespondenz ein Triple {\displaystyle \langle e,e',r\rangle } wobei {\displaystyle e} und {\displaystyle e'} Konzepte aus zwei verschiedenen Ontologien repräsentieren und {\displaystyle r} für die Relation steht, die für die beiden Konzepte besteht. Wertausprägungen für {\displaystyle r} sind beispielsweise Äquivalenz ({\displaystyle =}) oder Untermenge ({\displaystyle <}).
Der Ontology-Matching-Prozess kann formal als Funktion {\displaystyle f(o,o',A,p,r)} dargestellt werden, welche zwei Ontologien {\displaystyle o} und {\displaystyle o'} erhält und ein Alignment {\displaystyle A'} zurückgibt.
Optional akzeptiert {\displaystyle f} zudem noch eine Menge an Parametern {\displaystyle p}, eine Menge an externen Ressourcen {\displaystyle r}, sowie ein initiales Alignment {\displaystyle A}.

## Methoden des Ontology Alignments
Es gibt inzwischen eine Vielzahl an implementierten Matching-Systemen, die zwei Ontologien durch ein Alignment automatisch aufeinander abbilden. Die Ontology Alignment Evaluation Initiative (OAEI) stellt Datensätze öffentlich zur Verfügung, anhand derer Matching-Systeme evaluiert und verglichen werden können.